# Pontella tenuiremis
Pontella tenuiremis är en kräftdjursart som beskrevs av Giesbrecht 1889. Pontella tenuiremis ingår i släktet Pontella och familjen Pontellidae. Inga underarter finns listade i Catalogue of Life.